# پاندوراویروس
پاندوراویروس یک سرده از ویروس‌های غول‌پیکر است، که اولین‌بار در سال 2013 کشف شد. این ویروس بعد از جنس پیتوویروس، بزرگترین ویروس‌های شناخته شده می‌باشند. پاندوراویروس‌ها حاوی ژنومی تشکیل شده از DNA دورشته‌ای هستند، که بزرگترین ژنوم (2.5 میلیون جفت باز) را بین گونه‌های ویروسی دارند.

## کشف
کشف پاندوراویروس‌ها توسط تیمی از دانشمندان فرانسوی، به رهبری زوجی با نام‌های ژان میشل کلاوری و شانتال ابرگل، تحت عنوان گزارشی در ژورنال Science در جولای 2013 منتشر شد. دانشمندان دیگر قبل از آن این ذرات ویروسی را مشاهده نموده بودند ولی به سبب اندازه بزرگش، آن را ویروس نمی‌شمردند. پاتریک شید، انگل شناسی از موسسه مرکزی خدمات پزشکی بوندس وهر، کوبلنتس، آلمان، یک پاندوراویروس را در سال 2008 در یک آمیب که در لنزهای تماسی زنی مبتلا به کراتیت زندگی می‌کرد، یافت. مستندات زیادی از توسعه و تکثیر این ویروس در گونه‌های آمیبی وجود دارد. چنین ویروس‌های بزرگی که بعنوان ذرات حجیم درون گونه‌های آمیبی یافت شده‌اند، باکتری به حساب نیامده و نویسندگان ابتدا به آنها درون همزیست گفته‌اند.
می‌می‌ویروس، یک ویروس DNAدار بزرگ نوکلئوسیتوپلاسمی با اندازه ژنومی حدود 1.1 مگاباز است که در سال 1992 شناخته شد ولی تا قبل از 2003 بعنوان ویروس طبقه‌بندی نشده بود. مگاویروس، که در آب‌های دریایی سواحل شیلی در 2011 کشف شد که ژنومی حدود 1.2 مگاباز داشت.
اکتشافات قبلی در این زمینه، دانشمندان را به تحقیق در مورد گونه‌های بیشتر ویروس‌های عظیم‌الجثه آمیب‌ها واداشت که موجب کشف دو گونه؛ Pandoravirus salinus، کشف شده در آب‌های دریایی سواحل شیلی با اندازه ژنومی حدود 2.5 مگاباز، و Pandoravirus dulcis، کشف شده در حوضچه آب شیرینی در دانشگاه لاتروب، ملبورن، استرالیا با ژنوم 1.9 مگابازی، شد.

## شرح
پاندوراویرروس‌ها شکلی بیضی مانند با طولی حدود 1 میکرومتر (1000 نانومتر) دارند درحالیکه ویروس‌های دیگر طیف اندازه‌ای بین 25 تا 100 نانومتر دارند. علاوه بر اندازه فیزیکی آن، پاندوراویروس ها ژنومی بسیار بزرگ تشکیل شده از 2500 ژن دارند که در مقایسه با تعداد ژن های ویروس های دیگر به طور متوسط (10 ژن) بسیار مقدار زیادی است. برای مثال، ویروس آنفولانزا A حاوی هفت ژن و ویروس HIV نُه ژن دارد. محتوای ژنی بین گونه های پاندوراویروس متفاوت است، برای مثال Pandoravirus salinus، حاوی 2500 ژن است و Pandoravirus dulcis نیز 1500 ژن دارد. 
پاندوراویروس ها اشتباهاً بعنوان باکتری ها شناخته می شوند؛ با اینحال، آنها چندین ویژگی باکتری ها را ندارند، از قبیل توانایی ساخت و سنتز پروتئین های مورد نیاز خود. عدم تشابه ژن های این گونه از ویروس ها با سلول های زنده دیگر از قلمروهای حیات، محققان را بر این داشته که این دسته از ویروس ها را بعنوان قلمرویی دیگر از درخت حیات برشمرند (علاوه بر آرکی ها، باکتری ها و یوکاریوت ها). با اینحال، متخصصان دیگر این فرضیه را نابالغ دانسته زیرا شواهد محکمی بر آن وجود ندارد.

## تکثیر
پاندوراویروس ها دارای DNA دو رشته ای هستند. مانند بیشتر ویروس های عظیم‌الجثه، پاندوراویروس ها یک چرخه زندگی ویروسی دارند. آنها توانایی سنتز پروتئین های خود را نداشته، جهت ATP (انرژی) و تولیدمثل متکی به سلول میزبان هستند و همچنین فاقد ریبوزوم یا تولید انرژی برای تقسیم هستند. در زیر میکروسکوپ، دانشمندان مشاهده کردند که ویروس از طریق ادغام با غشاء واکوئولی وارد آمیب می شود، و DNA خود را وارد سلول می نماید. سلول میزبان ذرات ویروسی را تکثیر می کند و در نهایت شکافته شده و ذرات جدید ویروسی منتشر می شوند. این فرآیند تکثیر حدود 8 تا 15 ساعت به طول می انجامد. تکثیر و سر هم شدن ذرات ویروسی همزمان رخ می دهد. به عبارت دیگر، DNA ویروس درون سیتوپلاسم سلول میزبان همانندسازی شده و درون ذرات جدید ویروسی سر هم شده و موجب لیز سلولی میزبان می شود.

## َشیوع در محیط
به نظر می رسد که پاندوراویروس ها برای انسان ها مضر نیستند. آنها اغلب در محیط های دریایی یافت شده که آمیب ها را آلوده می کنند. یکی از دلایلی که چنین ویروس های بزرگی اخیرا کشف شده اند، این است که در محیط هایی سکونت دارند که به خوبی مورد مطالعه قرار نگرفته اند. پاندوراویروس ها، مانند دیگر ویروس های دریایی، پلانکتون ها را، که ارگانیسم هایی هستند که در ستون های آب زندگی کرده و اساس زنجیره غذایی دیگر گونه های دریایی را شامل می شوند، شکار می کنند. تحقیقات و مطالعات بیشتری نیاز است تا حضور و شیوع پاندوراویروس ها را در محیط های مختلف تایید کند. در حال حاضر، چیز زیادی در مورد نقش آنها در اکوسیستم های دریایی مشخص نیست. با اینحال، ویروس ها صرفا برای میزبانشان بیماری زا نیستند، بلکه آنها همچنین نقش مهمی در اکوسیستم های آبی و زیست‌کره ایفا می کنند. تقریبا ژنوم همه ارگانیسم های سلولی، حاوی توالی های ویروسی می باشد، عناصری که برای تنظیم بیان ژن ضروری هستند. عفونت ویروسی و لیز سلولی می‌توانند بر ساختار جامعه ها و همچنین انتقال ماده و انرژی در اکوسیستم های آبی تاثیر بگذارند. آنها همچنین می توانند با بیان ژن ویروسی موجب تغییر فیزیولوژیک میزبان شده و نوآوری تکاملی را از طریق انتقال ژنی افقی هدایت نمایند.

## قرابت‌های فیلوژنتیکی
تقریبا حدود 93 درصد ژن های پاندوراویروس از دیگر میکروب ها ناشناخته هستند، که ممکن است نشان دهنده تعلق آنها به قلمرو توصیف نشدۀ چهارم حیات علاوه بر باکتری ها، آرکی ها و یوکاریوت ها باشد. ویروس ها به طور گسترده ای به این سه قلمرو تعلق ندارند، اگرچه برخی زیست شناسان از قبل آن ها را جزوی از یکی از قلمروها به حساب آورده اند.

## مقایسه با دیگر ویروس‌های غول‌پیکر
ویروس های عظیم‌الجثه دیگر مانند می‌می‌ویروس، پیتوویروس و مگاویروس، ژنوم بسیار کوچکتری دارند. برای مثال، می‌می‌ویروس، که یکی از بزرگترین ویروس هاست، اندازه ژنومی حدود 1.1 میلیون جفت باز دارند که بسیار کمتر از ژنوم 2.5 میلیون جفت بازی پاندوراویروس هاست. ویژگی تمایزی دیگر پاندوراویروس ها در مقایسه با دیگر ویروس های عظیم‌الجثه چرخه زندگی و تکثیرشان می باشد. مطالعات نشان داده است که در امر مقایسه، می‌می‌ویروس به گونه ای فاکتورهای همانندسازی خود را در ژنومش دارا است در حالیکه پاندوراویروس وابستگی بیشتری از این لحاظ به سلول میزبان دارد.